# Sanhedrin (gerechtshof)

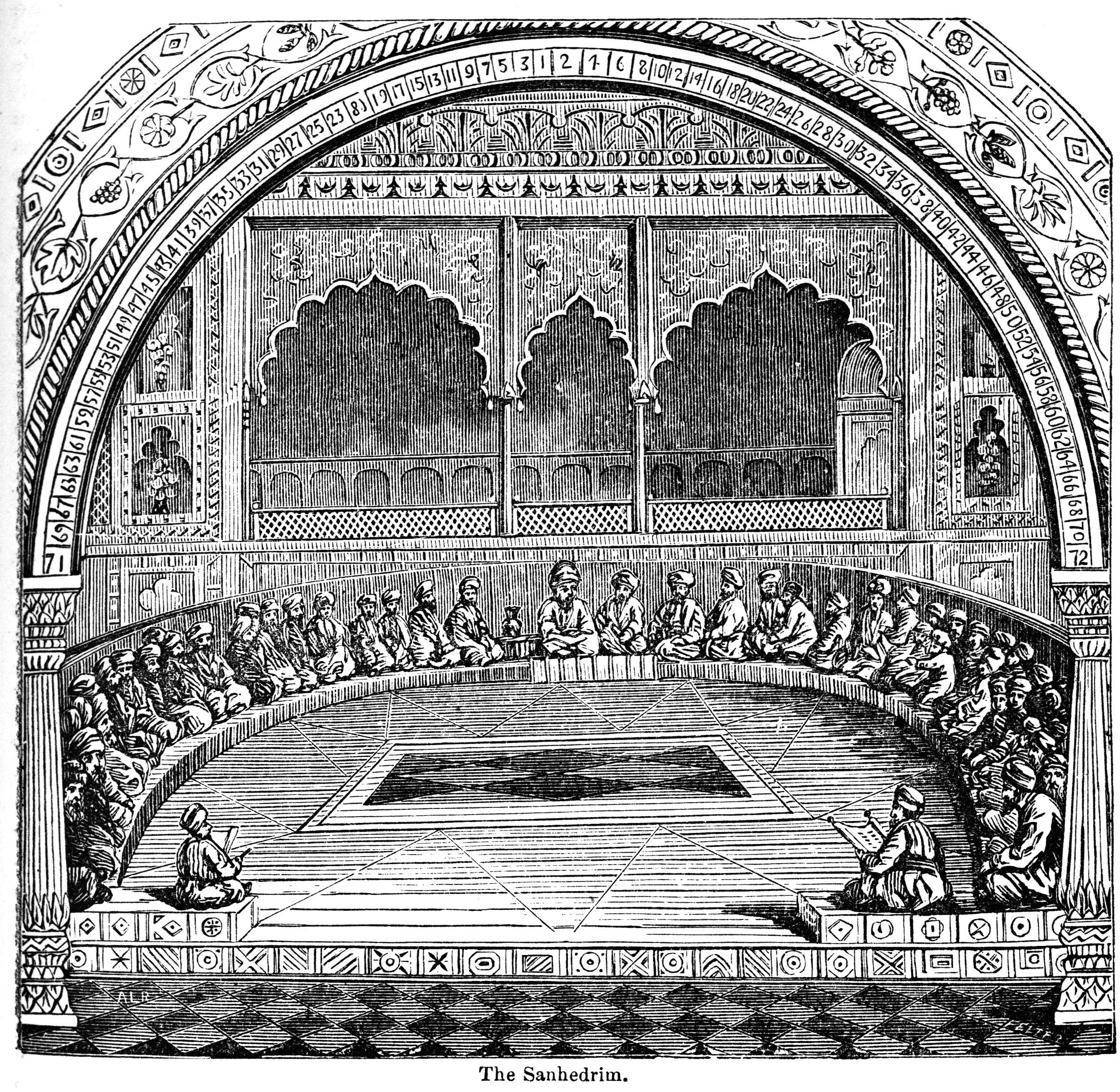
Het Sanhedrin, uit een encyclopedie van 1883

De term sanhedrin (ook wel sanhedrien, Hebreeuws: סַנְהֶדְרִין) duidde in het jodendom een bijeenkomst aan. De aard van een dergelijke bijeenkomst is afhankelijk van de context en kan uiteenlopen van een raadpleging tot een proces.
Het woord is afgeleid van het Griekse: συνέδριον, synedrion, "samen zitten" (Latijn: synedrium). De rabbi's leenden het Griekse woord en gebruikten het in de Misjna bij hun behandeling van rechtszaken en processen. Het Sanhedrin uit de Misjna bestond uit 71 mannen: een voorzitter, de nasi (soms was dit de hogepriester), een vicevoorzitter juridische zaken (Av Beit Din) en 69 algemene leden. Om deze reden duidt "het sanhedrin" in moderne Europese talen het joodse gerechtshof aan of een ander opperste gerecht of hoge raad in het eerste-eeuwse Palestina.

## De één-sanhedrin theorie
Onder het Romeinse bestuur had iedere polis (onafhankelijke stad) een boulè of raad. De leden van deze boulè werden gekozen door alle daartoe gerechtigde burgers. Een boulè was groot: het vroege Athene had een boulè met 400 leden, later uitgebreid tot 500 leden, en de Romeinse Senaat (ook boulè genoemd) had in de tijd van Julius Caesar 900 leden. Palestina kende in de eerste eeuw één grote boulè, namelijk die van Tiberias, met 600 leden. Een boulè werd met enige regelmaat door heersers bijeen geroepen om zaken te besluiten, maar uiteindelijk lag de beslissende macht bij de ekklèsia, de vergadering van alle burgers.
Flavius Josephus vermeldde de boulè van Jeruzalem verschillende keren: driemaal noemde hij concrete daden van deze raad (zie verderop), hij verwees naar de dood van de secretaris van de boulè en een brand in de vergaderzaal ervan (de bouleutèrion). Echter, Jeruzalem was waarschijnlijk geen polis; een polis had altijd een gymnasion, meestal een theater en soms een hippodroom. Jeruzalem had geen gymnasion en geen enkele bron maakt melding van jaarlijkse verkiezingen van de leden van de boulè. Bovendien zou de rol van de hogepriester lastig in te passen zijn in de constitutie van een polis. Om die reden kan worden aangenomen dat de boulè van Jeruzalem uit veel minder dan honderden leden zou kunnen hebben bestaan; het zouden er rond de zeventig hebben kunnen zijn.
Tot eind jaren tachtig dachten veel onderzoekers dat alle aanwijzingen in een "één-sanhedrin theorie" konden worden samengevoegd op basis van de volgende aannames:
- Josephus' boulè is het sanhedrin uit de Misjna en ook het synedrion uit het Nieuwe Testament.
- Het bestond uit 70 of 71 mannen en diende als zowel een wetgevende vergadering als een hooggerechtshof.
- De farizeeën werden toegelaten tijdens de regering van Salome Alexandra. Omdat zowel de Farizeeën als de sadduceeën er deel van uitmaakten, was het een 'representatief nationaal lichaam'.[5] Zo nu en dan wisselde de meerderheid.
- Na de regering van Salome Alexandra werden de farizeeën steeds meer erkend als 'religieuze' autoriteit. Sommigen dachten dat de priesters tegen deze tijd alle belangstelling voor de wet hadden verloren.[6]
- Het sanhedrin werd door een farizeeër voorgezeten als het een religieus onderwerp betrof (zoals in de Misjna staat)[7], en door de hogepriester als het een 'regeringskwestie' betrof (zoals in het Nieuwe Testament, waar het hof beslist over de religieuze kwestie inzake godslastering).[8]
- Het sanhedrin bestond gedurende de hele periode van 135 v.Chr. tot 66 n.Chr.; de leden werden voor het leven benoemd en bleven in functie als het staatshoofd wijzigde.

Drie kort na elkaar verschenen werken hebben de onhoudbaarheid van deze theorie aangetoond. In elk geval staat vast dat verwijzingen naar "het sanhedrin" van vóór de Misjna bijzonder zeldzaam zijn en geen basis vormen voor de verregaande conclusies in de "één-sanhedrin theorie".

## De rol van het sanhedrin in de eerste eeuw v.Chr. en n.Chr.

### Het sanhedrin in de werken van Josephus
In de werken van Josephus komt het sanhedrin twee keer voor:
Het proces tegen Herodes
Het proces tegen Herodes wordt in zowel De Joodse Oorlog als De oude geschiedenis van de Joden beschreven. In De Joodse Oorlog (1.208-211) wordt verteld dat in de periode dat Herodes Galilea bestuurde, hij een bendeleider en zijn volgelingen had gevangen en geëxecuteerd. De adviseurs van de ethnarch Hyrkanus II spoorden Hyrkanus aan tot handelen, omdat Herodes de nationale wet had gebroken door executies uit te voeren zonder toestemming van het staatshoofd. Hyrkanus ontbood daarop Herodes, die inderdaad kwam, met gewapende mannen. De legaat van Syria voorkwam een desastreus conflict door Hyrkanus op te dragen Herodes vrij te spreken, wat hij deed.
In het parallelle verslag in De oude geschiedenis van de Joden (14.163-184) zijn het de "leidende Joden" of "de eersten onder de Joden" die er bij Hyrkanus op aandringen Herodes te vervolgen. In dit verslag zeiden zij niet (zoals in De Joodse Oorlog) dat Herodes toestemming nodig had van het staatshoofd, maar dat de wet "ons verbiedt een man te doden, zelfs een kwaaddoener, voordat hij eerst door het synedrion is veroordeeld tot dit lot". Hyrkanus daagde Herodes vervolgens voor het synedrion. Net als in het andere verslag gebood de legaat Hyrkanus om Herodes vrij te laten, maar in dit verslag moest Herodes wel voor het synedrion verschijnen. Tijdens het verhoor waarschuwde Samaias dat als Herodes zou worden vrijgelaten, zoals Hyrkanus wilde, hij de aanhangers van Hyrkanus ook zou straffen. De slotsom was dat het synedrion Herodes wilde executeren, maar Hyrkanus verdaagde het proces een dag. Vervolgens adviseerde hij Herodes zich terug te trekken, wat hij deed. Later, toen Herodes overwoog Jeruzalem aan te vallen om zich van Hyrkanus te ontdoen, drongen zijn vader en broer erop aan zich te herinneren dat Hyrkanus hem had vrijgesproken.
Hoewel de verslagen zich onderling slecht verdragen, blijkt uit het tweede verslag dat Josephus, toen hij De oude geschiedenis van de Joden schreef, dacht dat er een hof was dat in het Grieks het synedrion heette en rechtszaken behandelde die mogelijk tot de doodstraf zouden leiden, dus niet alleen het staatshoofd.
Het proces tegen Hyrkanus
In De oude geschiedenis van de Joden (15.161-173) vermeldde Josephus dat hij het volgende verslag had ontleend aan de memoires van Herodes zelf. Het betrof de periode na de overwinning van Octavianus op Marcus Antonius. Marcus Antonius had Herodes altijd ondersteund en Herodes dacht dat de enige kans die hij had om koning te blijven was door ervoor te zorgen dat er geen alternatieven voor hem waren waaruit Octavianus zou kunnen kiezen als hij Herodes zou laten executeren. Hyrkanus II was weliswaar zwak, maar wel een Hasmoneeër en daarmee een bedreiging voor Herodes. Hyrkanus werd op het dreigende gevaar gewezen en schreef een brief aan een bevriende Arabier met het verzoek daar te mogen schuilen. De boodschapper gaf de brief aan Herodes, die de brief liet passeren. Herodes onderschepte echter ook het antwoord, waarin voldoende soldaten werden beloofd om Hyrkanus veilig te laten reizen. Herodes toonde de brief aan het synedrion en liet de voormalige koning executeren.
Hierna vertelde Josephus dat er nog een andere versie van deze geschiedenis was, namelijk dat Herodes Hyrkanus tijdens een banket verleidde tot het vertellen over een gift van vier paarden van de Arabische vorst. Herodes beschouwde deze gift als omkoping en liet Hyrkanus wurgen.
Historici twijfelen er niet aan dat de tweede versie de juiste is. De memoires van Herodes dienden als een soort propaganda en tonen aan dat Herodes wist of dacht dat er een proces zou hebben moeten plaatsvinden.

### Overige vermeldingen van sanhedrin in Josephus
Synedrion kan onder andere "hof" betekenen en er zijn verschillende plaatsen in Josephus' werken waar een heerser een dergelijk synedrion verzamelde, zonder het bepaald lidwoord. In deze gevallen wordt synedrion gebruikt in de zin van een voor die gelegenheid samengesteld hof, bijeengeroepen om een beslissing over een speciaal geval te nemen. Elke heerser kon een dergelijk synedrion bijeenroepen en de deelnemers naar eigen voorkeur aanwijzen.
Joodse leiders deden hetzelfde, zoals Herodes deed om een proces te voeren tegen zijn eigen zoons of om het probleem inzake zijn niet met name genoemde schoonzus (de vrouw van Pheroras) te behandelen. In deze gevallen bepaalde Herodes op voorhand de uitkomst en stelde het synedrion zo samen dat deze uitkomst gegarandeerd was (zoals door het benoemen van zijn vrienden of door hem aangestelde gouverneurs als deelnemers).
In 62 riep de hogepriester Ananus "een synedrion van rechters" bijeen; de omstandigheden lijken sterk op die van Herodes, want de meeste rechters waren hoogstwaarschijnlijk priesters en als zodanig aangesteld door de hogepriester. Hoe dan ook, dit synedrion werd samengesteld en veroordeelde Jakobus, de broer van Jezus, tot executie, hoewel velen bezwaar maakten.
In 64 of 65 riep Herodes Agrippa II een synedrion bijeen om een kwestie inzake de kleding van de Levieten te beschouwen. Zij hadden gevraagd witte kleding te mogen dragen en dit werd toegestaan. Sommigen wilden ook het recht hebben psalmen uit hun hoofd te zingen, om niet de zware boekrollen te hoeven dragen. Agrippa II was geen koning of ethnarch over Judaea, maar bestuurde een gebied in het noorden van Palestina en had het recht de hogepriester aan te stellen. Hij had invloed in Jeruzalem, maar geen formele rol in de regering ervan. Aangezien hij dit synedrion voorzat, was dit in elk geval niet het synedrion (sanhedrin). Toch kon dit synedrion uitspraken doen over behoorlijk belangrijke vraagstukken met betrekking tot wat in de tempel plaatsvond. Agrippa II bepaalde ook de uitkomst, terwijl Josephus schreef dat hij (zelf een priester) de uitspraak ernstig betreurde. Aangezien de argumentatie van Josephus ongetwijfeld werd gedeeld door andere priesters, kon Agrippa alleen zeker zijn van de door hem gewenste uitkomst door zelf de deelnemers van dit synedrion te benoemen.

### Vergelijkbare bijeenkomsten in Josephus
- Herodes organiseerde nu en dan bijeenkomsten, vooral wanneer hij iemand wilde laten executeren. Josephus toonde meermaals aan dat Herodes de verzamelde menigte bars zijn wil kon opleggen, aangezien het negeren van zijn wensen zou kunnen leiden tot massaal bloedvergieten. In minstens één geval kreeg hij de vergadering zo ver dat zijzelf de beschuldigde dood knuppelden en stenigden.[19]
- Herodes gebruikte ook een bijeenkomst voor zijn meest onpopulaire executie, namelijk van degenen die de gouden adelaar hadden neergehaald.[20] Hoewel Herodes zijn eigen zoons liet executeren door een opgetrommeld synedrion, durfde hij dat niet aan bij de leraren Judas en Matthias, die in hoog aanzien stonden bij het volk. Over hen en hun volgelingen werd later, na de dood van Herodes, openlijk gerouwd, maar tijdens Herodes' leven was er weinig dat het volk kon zeggen. Een amfitheater vol Joodse burgers had met de executie ingestemd. Herodes betwijfelde waarschijnlijk dat hij de bijeenkomst ertoe zou kunnen bewegen de executies zelf uit te voeren, dus nam hij genoegen met publieke instemming.
- Vlak voor en tijdens de opstand namen de Joodse leiders regelmatig hun toevlucht tot bijeenkomsten. De overpriesters "verzamelden de menigte in de tempel" om er bij hen op aan te dringen de Romeinen niet te provoceren.[21] Agrippa II riep ook een bijeenkomst bijeen om voor vrede te pleiten.[22] Nadat Cestius zich had teruggetrokken en volledige opstand onvermijdelijk was geworden, kwam het volk bijeen in de tempel om de leiders en generaals aan te wijzen.[23] Later, toen de Zeloten en Idumeeërs de eerder gekozen leiders ter discussie stelden, riepen Ananus en de andere leiders de bevolking bijeen en veroordeelden hun onderlinge verdeeldheid.[24]

In al deze gevallen dienden deze bijeenkomsten als "de regering". Zelfs als de bijeenkomst door hoge beambten werd voorgezeten, was de vergadering de wet.
Zoals eerder vermeld had Jeruzalem een raad, in het Grieks boulè. Josephus gebruikt in dit verband vaak de term koinon, de regering of het bestuur, misschien als synoniem van ekklèsia, maar waarschijnlijker in de zin van de officiële bestuursraad. De farizeeër Simon ben Gamaliël was lid van de koinon, net als waarschijnlijk Johannes de Essener. De belangrijkste verwijzingen ernaar kunnen worden gevonden in Josephus' Leven 65, 72, 190, 254 en 341.

### Het sanhedrin in het Nieuwe Testament
Volgens de evangeliën werd Jezus rond het jaar 30 in een showproces veroordeeld. Het sanhedrin had geen bevoegdheid tot het uitspreken van doodstraffen, behalve voor tempelschennis, daarom wordt de executie aan de Romeinen uitbesteed. Sommige leden van het sanhedrin sympathiseerden echter met Jezus, namelijk Jozef van Arimathea en Nicodemus (Johannes 19:38-42).
Het boek Handelingen vertelt dat de apostelen, die de opstanding van Jezus verkondigden, vooral in aanvaring komen met de sadduceeën; de farizeeër Gamaliël nam het juist voor ze op (Handelingen 4-7). Paulus werd later beschuldigd van tempelschennis, maar speelde handig in op de verdeeldheid tussen de sadduceeën en farizeeën (Handelingen 22:30-23:24).

### Conclusies
In geen van de verslagen van Josephus waarin het synedrion verschijnt, doet het iets zelfstandig. Een maximalistische kijk op het bewijsmateriaal laat zien dat het synedrion niet meer deed dan instemmen met wat de heerser had besloten. De Syrische legaat instrueerde Hyrkanus Herodes vrij te spreken; Herodes werd niet veroordeeld, hoewel het synedrion dit overwoog. Herodes vertelde het synedrion dat Hyrkanus een verrader was en liet hem vervolgens executeren.
In het verhaal over het proces tegen Jezus riep de hogepriester uit: "’Waarvoor hebben we nog getuigen nodig? U hebt de godslastering gehoord; wat is uw oordeel?’ Allen oordeelden dat hij schuldig was en de doodstraf verdiende" (Marcus 14:63-64). In het proces tegen Paulus onderbrak een Romeinse officier het proces, zodat er geen uitspraak volgde (Handelingen 23:10). De enige mogelijke uitzondering op de regel dat de voorzitter de uitslag bepaalde, is het verslag in Handelingen 5:27-40 waarin Gamaliël een aanstaande executie van de apostelen voorkwam door het synedrion ervan te overtuigen ze te geselen en vrij te laten. De tekst geeft echter geen uitsluitsel over de uitkomst die door de hogepriester werd gewenst.
De theorie waarin sprake is van partijvertegenwoordiging, democratisch stemmen en dat alle wetgeving voor Israël moest worden bekrachtigd door het sanhedrin (als vast lichaam van wetgevers en rechters) mist alle grond.

## Jamnia, Tiberias
Na de verwoesting van Jeruzalem in 70 n.Chr. werd door Jochanan ben Zakkai een nieuw sanhedrin te Jamnia opgericht. Dit hield zich bezig met de interpretatie van de Thora nu de tempeldienst teloor was gegaan. De Romeinse overheid bleef de uitspraken aanvankelijk erkennen.

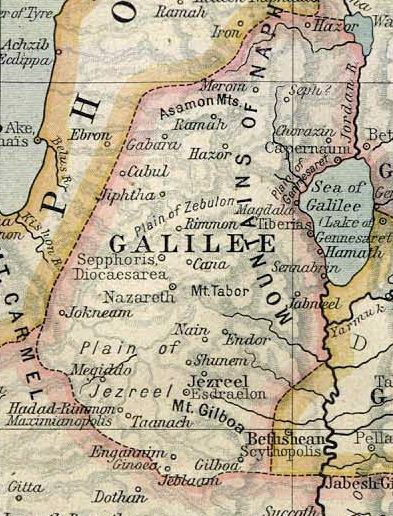
Galilea in de oudheid

Het hof was gevestigd in meerdere plaatsen in Galilea, vanaf 193 in Tiberias. Voorzitters waren achtereenvolgens: Jochanan ben Zakkai; Gamaliël 2; Juda de Vorst; Gamaliël 3; Juda 2. Vanaf 193 (Gamaliel 3) besprak het hof alleen nog zaken van religieuze aard.

## Vervolging en ontbinding
Omdat de vervolging vanuit Rome toenam , veranderde het hof onder het voorzitterschap van Gamaliël 4 de naam in Beth Ha Midrash. Keizer Theodosius I (379-395) verbood het sanhedrin nog bij elkaar te komen en verbood ook het officieel bevestigen van rabbijnen in hun waardigheid. De Hebreeuwse kalender berustte op ooggetuigenverslagen die nu te gevaarlijk werden. In 358 kwam het sanhedrin nog een keer clandestien bij elkaar onder voorzitter Hillel II en keurde een wiskundig te berekenen kalender goed.
Gamaliël 6 (400–425) was de laatste voorzitter van het sanhedrin. Hij werd in 415 afgezet door de keizers Honorius en Theodosius II, en Theodosius stond niet toe dat een opvolger werd aangesteld. Daarmee werd de titel "nasi" illegaal verklaard.

## Napoleons poging om een sanhedrin te stichten
Napoleon Bonaparte was geliefd bij de Joodse gemeenschap die in de dictator de voortzetting van de Franse Revolutie en het instrument van de emancipatie van de Joden zag. Moïse Millaud, uit Vaucluse in de Provence, schreef in een ode op Napoleon dat hij door "God was uitverkoren om over de volkeren te heersen" en "in grootmoedigheid gelijk Cyrus" was. Een keizerlijke commissie bereidde in 1806 op last van de keizer de plechtige installatie van een "Grand Sanhedrin" voor. De keizer zou, in zijn eigen woorden "comme Moïse mon prédécesseur en Israël", vanaf een hoge troon neerkijken op zeventig Israëlieten die in de gehele wereld het gezag van de Talmoed en zelfs van de Pentateuch zouden moeten krijgen. Doctor Hartog de Hartog Lémon was een van de drie afgevaardigden van de van de Hoogduitse Gemeente afgescheiden Nieuwe Gemeente Adath Jessurun in Amsterdam. De andere twee waren Carel Asser en Hartogs schoonzoon de wiskundige Juda Littwak. De leden van de Nieuwe Gemeente waren zeer enthousiast over de uitnodiging voor het Grand Sanhedrin. Van het bijeenroepen van het Grand Sanhedrin kwam vanwege de rampzalig verlopende oorlogen in Spanje en Rusland, en de plotselinge omslag in de houding van de keizer die in Polen antisemitische wetgeving afkondigde, niets.

## Recente poging tot het oprichten van een nieuw sanhedrin
Op 13 oktober 2004 is een groep van 71 religieus-zionistische en Lubavitcher-zionistische rabbijnen in Tiberias bijeengekomen die zichzelf het nieuwe Sanhedrin noemt. De meeste leden zijn anoniem, maar na enige tijd werd wel een groep van zeven vertegenwoordigers aangewezen die het sanhedrin naar de buitenwereld moeten vertegenwoordigen. Drie van de zeven vertegenwoordigers zijn leiders van extreemrechtse religieus-zionistische bewegingen, die de vernietiging van de al-Aqsamoskee en de Rotskoepel nastreven om op de Tempelberg de derde joodse tempel te kunnen bouwen. Dit sanhedrin wordt door de ultraorthodoxe (charedische) gemeenschap niet erkend. Ook de officiële Lubavitcher beweging heeft geen band met de Lubavitcher rabbijnen die aan het sanhedrin deelnemen; zij doen dit op persoonlijke titel. Noemenswaardige steun komt tot nu toe enkel van religieus-zionistische kant.
De leden van het nieuwe sanhedrin bezochten in 2005 gezamenlijk de Tempelberg, iets wat volgens de meerderheid van de charedische rabbijnen strikt verboden is vanwege de rituele onreinheid die in alle joden vandaag de dag aanwezig is en niet opgeheven kan worden. Vrijwel alleen de extreemrechtse hoek van de religieus-zionistische wereld volgt de toelatende mening, die toestaat dat joden de Tempelberg bezoeken.
Vele charedisch-joodse bewegingen zijn fel tegenstander van het oprichten van een sanhedrin voor de komst van de joodse Messias. Rabbijn Joel Teitelbaum, de vorige Rebbe van de grootste chassidische beweging ter wereld, Satmar, schreef in zijn beroemde boek Vayoel Moshe dat het oprichten van een sanhedrin voor de komst van de Messias absoluut verboden is.
De oprichters van dit sanhedrin beweerden de steun van de Jeruzalemse rabbijn Yosef Shalom Eliashiv te hebben, de grootste leider van de niet-chassidisch charedische Joden, alsmede van rabbijn Ovadia Yosef. Beiden hebben dit echter niet schriftelijk bevestigd, en assistenten van rabbijn Eliashiv ontkennen dat hij ooit enige steun aan dit project zou hebben gegeven.